# Patrick De Clercq
Patrick De Clercq (2 maart 1976) is een Belgische voormalige atleet, die gespecialiseerd was in de sprint. Hij behaalde één Belgische titel.

## Biografie
De Clercq won in 1993 goud op de 200 m tijdens het Europees Olympisch Jeugdfestival in Valkenswaard. Later dat jaar nam hij ook deel aan de Europese kampioenschappen U20 te San Sebastian. Zowel op de 200 m als op de 4 x 100 m werd hij uitgeschakeld in de reeksen. Op de 200 m verbeterde hij daarbij wel het Belgisch record U18.
In 1994 werd De Clercq Belgisch indoorkampioen op de 200 m. Met die prestatie plaatste hij zich voor de WK U20 in Lissabon. Hij gaf op in de reeksen van de 200 m. Het jaar nadien nam hij deel aan de EK U20 te Nyíregyháza. Op de 100 m werd hij uitgeschakeld in de reeksen en op de 200 m werd hij achtste in de finale.
De Clercq startte zijn carrière bij Duffel Atletiek Club en stapte begin 1994 over naar Atletiekclub Brasschaat-Ekeren (BREAK).

## Belgische kampioenschappen
Indoor
| Onderdeel | Jaar |
| --------- | ---- |
| 200 m     | 1994 |

## Persoonlijke records
Outdoor
| Onderdeel | Prestatie | Datum            | Plaats      |
| --------- | --------- | ---------------- | ----------- |
| 100 m     | 10,69 s   | 9 augustus 1994  | Gent        |
| 200 m     | 21,30 s   | 2 september 1995 | Tessenderlo |

Indoor
| Onderdeel | Prestatie | Datum           | Plaats |
| --------- | --------- | --------------- | ------ |
| 60 m      | 6,87 s    | 23 januari 1994 | Gent   |
| 200 m     | 21,42 s   | 16 januari 1994 | Gent   |

## Palmares

### 100 m
- 1995: 4e in reeks EK U20 te Nyíregyháza - 10,97 s

### 200 m
- 1993:  EJOF te Valkenswaard - 21,76 s
- 1993: 4e in reeks EK U20 te San Sebastian - 21,56 s
- 1994:  BK AC indoor - 21,42 s
- 1994:  BK AC - 21,43 s
- 1994: DNF in reeks WK U20 te Lissabon
- 1995:  BK AC indoor - 21,72 s
- 1995: 8e EK U20 te Nyíregyháza  - 21,68 s
- 1996:  BK AC indoor - 22,00 s

### 4 x 100 m
- 1993: 4e in reeks EK U20 te San Sebastian - 42,23 s